# Mechelse groentestreek

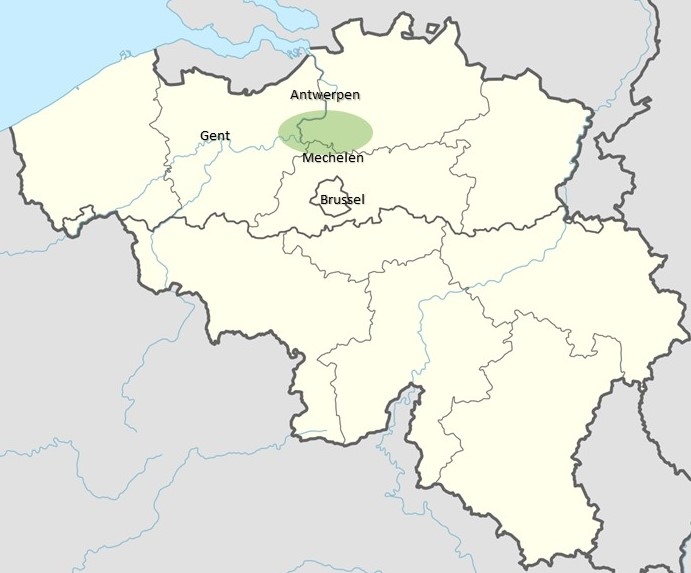
De Mechelse groentestreek ligt gestrekt tussen Mechelen en Antwerpen.

De Mechelse groentestreek is een streek rond het Vlaamse Mechelen dat strekt van Aartselaar tot Rotselaar en van Zemst tot Ranst. Het staat bekend om de teelt van groenten.
Vanaf het einde van de 19e eeuw is de streek rond Mechelen bekend voor de groenteteelt. De naburige gemeente Sint-Katelijne-Waver wordt wel het hart van de groentestreek genoemd. Generaties tuinders hebben er met tuinbouw hun brood verdiend. Omstreeks 1830 waren de gemeenten rond Mechelen landbouwdorpen die geografisch eerder aansloten bij de Kempen.

## Conservenfabrieken in de groentestreek
In de regio rond Mechelen en Sint-Katelijne-Waver - en van daaruit verder naar Leuven en Brussel - kende de groenteteelt vanaf het laatste kwart van de negentiende eeuw een ware 'boom' onder impuls van de conservenfabrieken.: in Mechelen bestond sinds 1887 een conservenfabriekje Le Semeur. In 1892 kwam daar aan de Vrouwvliet de firma Le Soleil bij, met een eigen blikslagerij aan de Nekkerspoelstraat. De aanwezigheid van die laatste - in de volksmond gekend als de erwtenfabriek of 'eitefabriek' - zorgde mee voor de bevolkingsgroei en verstedelijking in de volksbuurt Nekkerspoel, Sint-Katelijne-Waver en Pasbrug. De buurt was door de eeuwen heen een wijk van ambachtslieden en hoveniers geweest en sinds de middeleeuwen via Pasbrug een overgang vormde naar het nabijgelegen platteland in Sint-Katelijne-Waver. De tuinbouw van de omliggende regio voer er wel bij.
Vanaf 1913 werkte Le Soleil samen met conservenfabriek Marie Thumas. Dit was de eerste Belgische conservenfabriek. Ze werd in 1886 opgericht door de Doornikse ingenieur Edmond Thumas samen met zijn vrouw Marie Durieux in Wilsele bij Leuven.
In 1945 nam Marie Thumas de Mechelse fabriek volledig over. De merknaam Le Soleil zou nog blijven bestaan tot in 1957. Daarna werd te Mechelen nog enkel onder de merknaam Marie Thumas geproduceerd. De blikslagerij groeide onder de vleugels van Marie Thumas uit tot Eurocan die conservenblikken produceerde voor de gehele Europese markt.
In 1991 werd de fabriek in Mechelen gesloten vanwege faillissement. De afbraak van de fabriek volgde in 1994.

## De Belgische Boerenbond
De Belgische Boerenbond werd in 1890 opgericht. Dit was een gevolg van de landbouwcrisis die zich in de jaren 1880 voordeed. In die periode ontstonden de eerste serrebedrijven in de gemeente Sint-Katelijne-Waver. De groentetelers trachtten zich binnen de nieuwe landbouwvereniging te accentueren, maar dat ging moeizaam. Men was algemeen van oordeel dat het maar groenten kweken was en dat boeren een vak was. De eerste voorlichters met betrekking tot groenten telen werden dan ook uitgelachen wanneer ze ergens voor een voordracht werden uitgenodigd. Mede door het werk van Felix Brouwers erkende de boerenstand echter dat men met (vollegrond-)groenteteelt ook de kost kon verdienen en dat op een veel kleinere oppervlakte.
Dat maakte dat veel boerenzonen tussen de twee wereldoorlogen voorzichtig en meestal deels van land- naar tuinbouw overschakelden. Dat had dan weer het gevolg dat de nieuwe groenteteeltstreek (vanuit Mechelen eerst een vooral uitgewaaierd naar Sint-Katelijne-Waver, Onze-Lieve-Vrouw-Waver, Duffel, Walem) in een eerste generatie haast geen mannen had die uitweken naar de fabrieken of seizoensarbeid zochten in het bieten rooien in Wallonië.

## Ontluikende boerenorganisaties
In de 19e en de eerste helft van de 20e eeuw waren zowel Katelijne als Waver rurale gemeenten, waar sinds mensenheugenis hoofdzakelijk aan landbouw werd gedaan en stilaan werd overgeschakeld op moderne groenteteelt.
Om de belangen van de landbouwers te verdedigen werden op het einde van de 19e eeuw landbouworganisaties in het leven geroepen en werd ook een landbouwcomité opgestart.
De eerste belangenorganisatie werd in Mechelen boven de doopvont gehouden. Het was nog een echte ‘hoveniersgilde’. Deze organisatie was de opvolger van het hoveniersambacht in Mechelen. In 1916 kwam er naast een afdeling Mechelen Noord (1894) ook een afdeling Mechelen Zuid. Beide gildeverenigingen sloten zich aan bij de Boerenbond, maar bleven wel hun gildestructuur behouden. Verscheidene vooruitstrevende landbouwers van de Elzestraat en Pasbrug sloten zich hierbij aan.

## Sint-Antonius

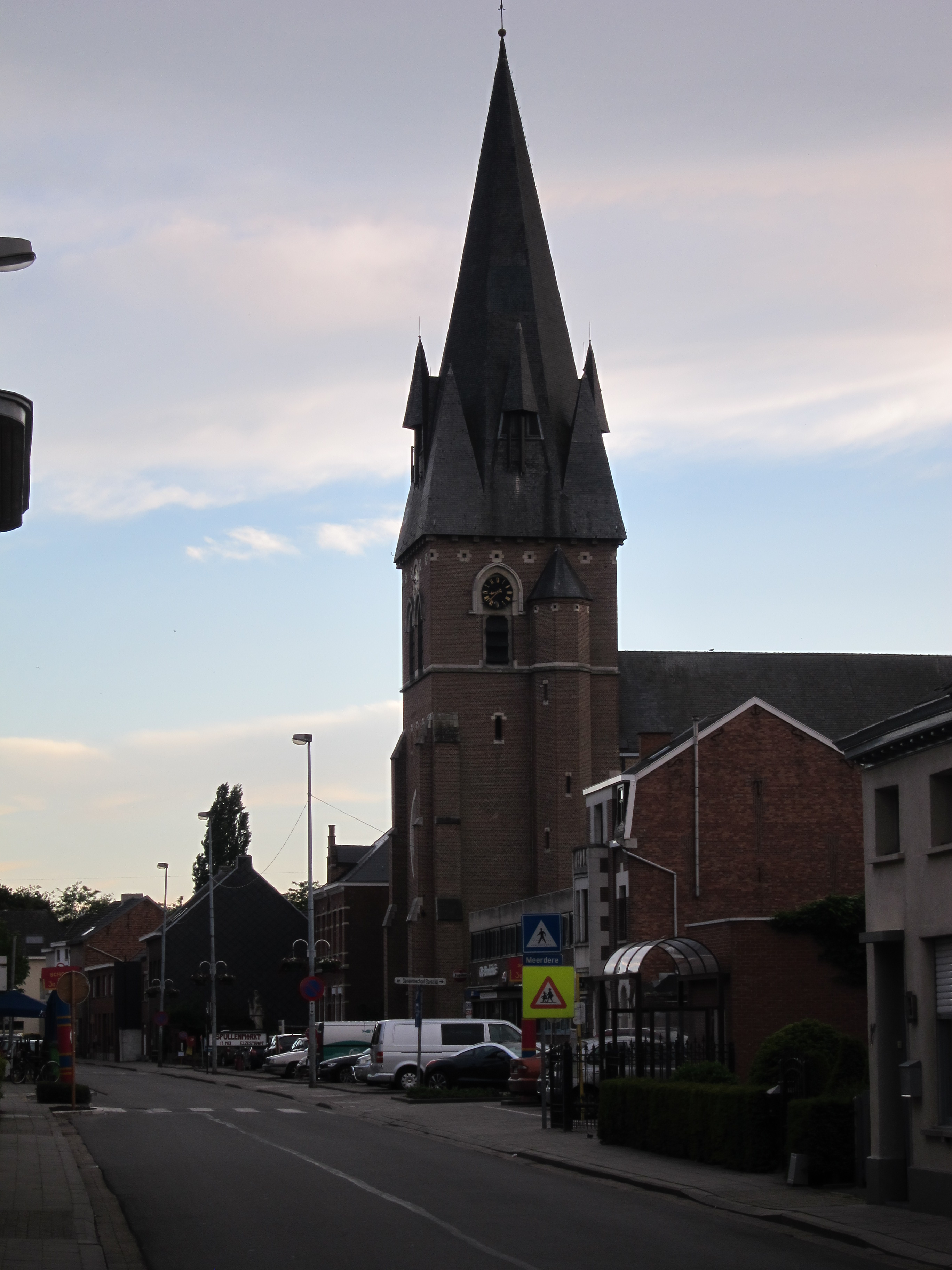
Parochiekerk Sint-Augustinus in St-Katelijne-Waver.

Sint-Antonius was de patroonheilige van het hoveniersambacht van Mechelen. Een beeld van hem is ook te vinden in de parochiekerk van Sint-Augustinus van de Elzestraat.
Het is haast geen toeval dat een beeld deze beschermheilige van het Mechels ambacht ook in dit deel van de gemeente, dat aanleunt tegen Mechelen, aanwezig is. De groenteteelt was tot in het laatste kwart van de 19e eeuw een typische activiteit die in of net buiten de stadsmuren plaatsvond. Wanneer de groenteteelt in Sint-Katelijne-Waver vanuit Mechelen uitgroeide, gebeurde dit het eerst in het Elzestraatse deel van de gemeente. Groentekwekers waren dan soms ook lid zowel van het ambacht als van de gilde van het Mechelse hoveniersambacht en brengen in hun parochiekerk Sint-Augustinus ook een beeld van Sint-Antonius.
Personen: Alfons Van den Eynde · Pelagie Waeyenbergh · Felix Brouwers · Werktuigen: Ezel · Kat · Mechelse spade · Methoden: Gewente · Organisaties en bedrijven: 't Grom · Marie Thumas · Plaatsen: Sint-Katelijne-Waver · Mechelen · Onze-Lieve-Vrouw-Waver · Duffel · Walem · Monumenten: Midzeelhoeve